# صلاح غالي
صلاح غالي (ولد 26 مارس/آذار، 1984)[بحاجة لمصدر] في ليبيا هو مغني ليبي يلقب بفنان الثورة الليبية أو فنان ثورة 17 فبراير هو من مدينة بنغازي الليبية عرف بعد تفجر ثورة 17 فبراير الليبية عام 2011 من خلال أغاني صوتية مثل ليبيا وبس، وطرابلس، وشدي العزم يا مصراتة، وبنغازي. أغاني غالي اشتهرت خلال الثورة وبثتها العديد من القنوات الليبية مثل قناة العاصمة، وقناة ليبيا تي في، وليبيا إف إم وغيرها. عرضت أغنية شدي العزم يا مصراتة مرة واحدة بشكل مختصر على قناة الجزيرة مباشر بعد مقتل معمر القذافي.
قبل اندلاع ثورة 17 فبراير عام 2011 على نظام معمر القذافي، تواجد غالي في مصر حيث صدر له عام 2010 ألبوم «خد وقتك» مكون من ثمان أغاني. بالإضافة إلى أغنية مصورة واحدة هي «متحبيش بعديه». أغاني غالي عرضت في حفل إعلان تحرير ليبيا الذي نقلته العديد من القنوات كقناة الجزيرة.

## هوامش
1. ↑  "صورة صلاح غالي في ألبوم خد وقتك". مؤرشف من الأصل في 27 مايو 2020. اطلع عليه بتاريخ 11 يناير، 2012. {{استشهاد ويب}}: تحقق من التاريخ في: |تاريخ الوصول= (مساعدة)
2. ↑  "صلاح غالى ميتحبش بعديه.avi". يوتيوب. مؤرشف من الأصل في 30 سبتمبر 2016. اطلع عليه بتاريخ 11 يناير، 2012. {{استشهاد ويب}}: تحقق من التاريخ في: |تاريخ الوصول= (مساعدة)

## وصلات خارجية
- أغنية "ليبيا وبس" على يوتيوب، يوتيوب
- صلاح غالي أغنية ليبيا وبس - من أحتفالية قناة ليبيا الاحرار على يوتيوب، يوتيوب
- أغنية "أووو بنغازي" صلاح غالي على يوتيوب، يوتيوب
- أغنية "طرابلس يا عاصمة ليبيا" بصوت صلاح غالي على يوتيوب، يوتيوب